# Constant de Favard
En matemàtiques, la constant de Favard, o constant de Akhiezer–Krein–Favard, d'ordre r està definida per:
{\displaystyle K_{r}={\frac {4}{\pi }}\sum \limits _{k=0}^{\infty }\left[{\frac {(-1)^{k}}{2k+1}}\right]^{r+1}.}
La constant de Favard rep el nom del matemàtic francès Jean Favard, i dels soviètics Naum Akhiezer i Mark Krein.

## Usos
Aquesta constant s'utilitza en solucions de diversos problemes extrems, per exemple
- és la constant en la desigualtat de Jackson per als polinomis trigonomètrics
- és la constant en la desigualtat de Landau-Kolmogorov
- normes de splines perfectes periòdiques.